# Maria Vonogova
Maria Olegovna Vonogova (en russe : Мария Олеговна Воногова) est une joueuse de volley-ball russe née le 5 avril 1990 à Novokouznetsk. Elle mesure 1,89 m et joue au poste de centrale.

## Clubs
| Club                   | De        | À         |
| ---------------------- | --------- | --------- |
| Severstal Tcherepovets | 2004-2005 | 2010-2011 |
| VK Voronej             | 2011-2012 | 2011-2012 |
| Severstal Tcherepovets | 2012-2013 | 2013-2014 |
| VK Severianka          | 2014-2015 | 2015-2016 |
| Leningradka            | 2016-2017 | 2016-2017 |
| VK Metar               | 2017-2018 | 2017-2018 |
| Ouralotchka NTMK       | 2018-2019 | 2019-2020 |
| VK Lipetsk-Indesit     | jan 2020  | …         |